# Cupuladria remota
Cupuladria remota is een mosdiertjessoort uit de familie van de Cupuladriidae. De wetenschappelijke naam van de soort is voor het eerst geldig gepubliceerd in 1994 door Cook & Chimonides.